# Спокон
Спокон (яп. スポ根, скор. від яп. スポーツ — спорт та яп. 根性 — сила волі) — жанр аніме і манґи, що розповідає про спортивні досягнення, здійснені завдяки сильній волі до перемоги. Головними героями спокона, як правило, є молоді спортсмени, і сюжет описує їх становлення, перемоги над труднощами, спортивну кар'єру. Жанр орієнтовано переважно на хлопців підлітків. 
Найчастіше описується один з популярних в Японії видів спорту: бейсбол (або його різновид: софтбол), волейбол, плавання, різні єдиноборства.
Першим спокон-аніме став «Mach Go Go Go», випущений студією Tatsunoko Productions в 1967 році. Традицію жанру продовжив Дедзакі Осаму: його роботи, такі як «Ashita no Joe» (1970–1971), про бокс, і «Ace про Nerae!» (1973–1974), про великий теніс, мали велику популярність.

## Приклади робіт
| - Air Gear - Hajime no Ippo - Hikaru no Go - Kuroko no Basuke - Ace of Diamond - Area no Kishi - The Prince of Tennis - Slam Dunk - Eyeshield 21 - Ashita no Joe |  | - Bamboo Blade - Initial D - One Outs - Shion no Ou - Ping-Pong Club - Saki - Tobaku Mokushiroku Kaiji - Chihayafuru - Kanojoiro no Kanojo - Slow Step |